# Acui, Cantemir
Acui este un sat din comuna Baimaclia din Raionul Cantemir, Republica Moldova.

## Etimologie
Numele satului provine de la denumirea văii pe care este așezat, aceasta reprezentând la origine microtoponimul tătăresc Ak Kuiju - „valea albă”.

## Istorie
Satul Acui a fost înființat în anul 1909.

## Geografie
Satul are o suprafață de circa 1,11 kilometri pătrați, cu un perimetru de 8,10 km. Distanța directă până la Cantemir este de 26 km, iar până la Chișinău de 94 km.

## Demografie

### Structura etnică
Structura etnică a localității conform recensământului populației din 2004:
| Grup etnic                                               | Populație | % Procentaj  |
| -------------------------------------------------------- | --------- | ------------ |
| Băștinași declarați Moldoveni Băștinași declarați Români | 505 2     | 92,32% 0,37% |
| Găgăuzi                                                  | 33        | 6,03%        |
| Bulgari                                                  | 4         | 0,73%        |
| Ucraineni                                                | 1         | 0,18%        |
| Alții                                                    | 2         | 0,37%        |
| Total                                                    | 547       | 100%         |